# Gruppo di Rio
Il Gruppo di Rio è un'organizzazione internazionale degli stati dell'America Latina e dei Caraibi. Fu creato il 31 dicembre 1986 nella città brasiliana di Rio de Janeiro per mezzo della Dichiarazione di Rio de Janeiro, firmata dall'Argentina, Brasile, Colombia, Messico, Panama, Perù, Uruguay, e Venezuela (i membri del Gruppo Contadora e del Gruppo di supporto Contadora).
Fu percepita da alcuni osservatori come organizzazione alternativa all'Organizzazione degli Stati Americani durante la Guerra Fredda, poiché questa era dominata dagli Stati Uniti d'America.
Il Gruppo Rio non ha un Segretariato o istituti permanenti, mentre ogni anno realizza un vertice dei capi di stato.
Nel XXI vertice, chiamato Cumbre de la unidad de América Latina y el Caribe, tenutasi il 22 e 23 febbraio del 2010 a Playa del Carmen, si è deciso di creare un nuovo organismo chiamato Comunità di Stati Latinoamericani e dei Caraibi (CELAC) che avrebbe ereditato i compiti del Gruppo di Rio.

## Membri
Gli attuali stati membri sono:
- Argentina
- Belize
- Bolivia
- Brasile
- Cile
- Colombia
- Costa Rica
- Cuba

- Ecuador
- El Salvador
- Giamaica
- Guatemala
- Guyana
- Haiti
- Honduras
- Messico

- Nicaragua
- Panama
- Paraguay
- Perù
- Rep. Dominicana
- Suriname
- Uruguay
- Venezuela

Inoltre fa parte del Gruppo Rio la CARICOM.

## Lista dei vertici
| vertice | Anno | Città               | Paese ospitante |
| ------- | ---- | ------------------- | --------------- |
| I       | 1987 | Acapulco            | Messico         |
| II      | 1988 | Montevideo          | Uruguay         |
| III     | 1989 | Ica                 | Perù            |
| IV      | 1990 | Caracas             | Venezuela       |
| V       | 1991 | Cartagena de Indias | Colombia        |
| VI      | 1992 | Buenos Aires        | Argentina       |
| VII     | 1993 | Santiago del Cile   | Cile            |
| VIII    | 1994 | Rio de Janeiro      | Brasile         |
| IX      | 1995 | Quito               | Ecuador         |
| X       | 1996 | Cochabamba          | Bolivia         |
| XI      | 1997 | Asunción            | Paraguay        |
| XII     | 1998 | Panama              | Panama          |
| XIII    | 1999 | Veracruz            | Messico         |
| XIV     | 2000 | Cartagena de Indias | Colombia        |
| XV      | 2001 | Santiago del Cile   | Cile            |
| XVI     | 2002 | San José            | Costa Rica      |
| XVII    | 2003 | Cusco               | Perù            |
| XVIII   | 2004 | Rio de Janeiro      | Brasile         |
| XIX     | 2007 | Georgetown          | Guyana          |
| XX      | 2008 | Santo Domingo       | Rep. Dominicana |
| XXI     | 2009 | Zacatecas           | Messico         |
| XXII    | 2009 | Managua             | Nicaragua       |
| XXIII   | 2010 | Cancún              | Messico         |